# 京極高徳

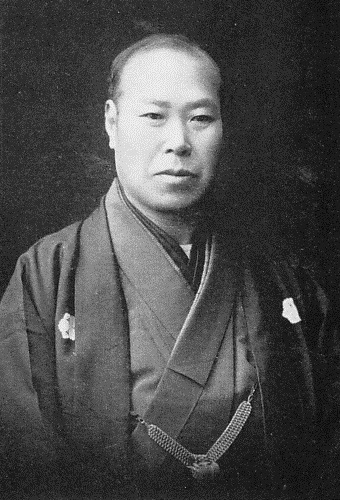
京極高徳

京極 高徳（きょうごく たかのり、安政5年11月5日（1858年12月9日） - 昭和3年（1928年）5月21日）は明治時代から昭和時代初期の華族。従五位。子爵。

## 人物
京極高岑の子で、叔父の讃岐国丸亀藩主京極朗徹の養嗣子となる。幼名は久之助、久次郎。
妻は熊子（山内豊樹の娘）。子に久子、八重子（池田政時妻）、俊次郎、春子（稲田英昌妻）、多幾子（本多忠鋒妻）、高修 、茂子（川口義久妻）、政子（岡崎正雄妻）、高文、富子、定、三崎敦（三崎亀之助養子）、松平譲（松平敏子養子）、豊子（入江為常妻） 。

## 来歴
華族学校に学び、青山御所、次いで東宮祗候を務め、明治15年（1882年）に養父が没し家督を継ぐ。明治17年（1884年）7月8日子爵に叙爵。明治23年（1890年）7月10日、貴族院議員に就任し、死去するまで在任した。
明治30年（1897年）倶知安村ワッカタサップ番外地（現在の北海道虻田郡京極町）に農場を拓き、のちに町名の由来となった。昭和3年（1928年）71歳で死去。家督は高修が継いだ。

## 系譜
- 父：京極高岑
- 兄：京極金三郎
- 妻：熊子（万延元年9月（1860年11月） - 昭和11年（1936年）） -山内豊樹の三女
  - 長女：久子（明治11年7月（1878年）-  昭和8年（1933年））
  - 次女：寅子（明治17年9月（1884年）-  不明）
  - 長男：武治郎（明治19年3月（1886年）-  不明）
  - 三女：房子（明治20年5月（1887年）-  不明）
  - 四女：春子（明治22年1月（1889年）- 不明）- 稲田英昌の妻。
  - 五女：道子（明治23年3月（1890年）-  不明）
  - 次男：秀雄（明治24年4月（1891年）-  不明）
  - 五男：京極高修（明治24年4月（1891年）- 昭和42年10月（1967年）
  - 六男：文彦（明治25年11月（1892年）- 昭和17年（1942年）- 京極高備の養子となり高文に改名。
  - 六女：富子（明治27年8月（1894年）- 不明）- 京都の中江龍二の妻。
  - 七男：定（明治29年8月（1896年）- 不明）- 東京の篠田美喜代の入夫。
  - 男：元吉（明治29年9月（1896年）- 不明）
  - 七女：包子（明治31年4月（1898年）- 不明）
  - 八男：敦（明治32年8月（1899年）- 不明）- 三崎亀之助の養子。
  - 八女：豊子（明治35年11月（1902年） - 昭和64年（1989年 ）- 入江為常の妻。
- 庶子の母：中村よし - 東京
  - 庶子：八重子（明治16年11月（1883年）-  昭和49年（1974年）-　池田政時の妻
  - 庶子：俊次郎（明治18年7月（1885年）-  不明）-　分家。
  - 庶子：多幾子（明治22年7月（1889年）-  昭和19年（1944年）-　本多忠鋒の妻
  - 庶子：茂子（明治24年2月（1891年）-  不明）-　川口義久の妻
  - 庶子：政子（明治25年3月（1892年）-  不明）-　岡崎正雄の妻
- 庶子の母：佐藤ヨシ - 東京
  - 庶子：譲（明治32年10月（1899年- 不明）- 松平敏子の養子。

## 栄典
- 1914年（大正3年）6月18日 - 勲三等瑞宝章[3]